# 29e division d'infanterie (Pologne)
Pour les articles homonymes, voir 29e division.

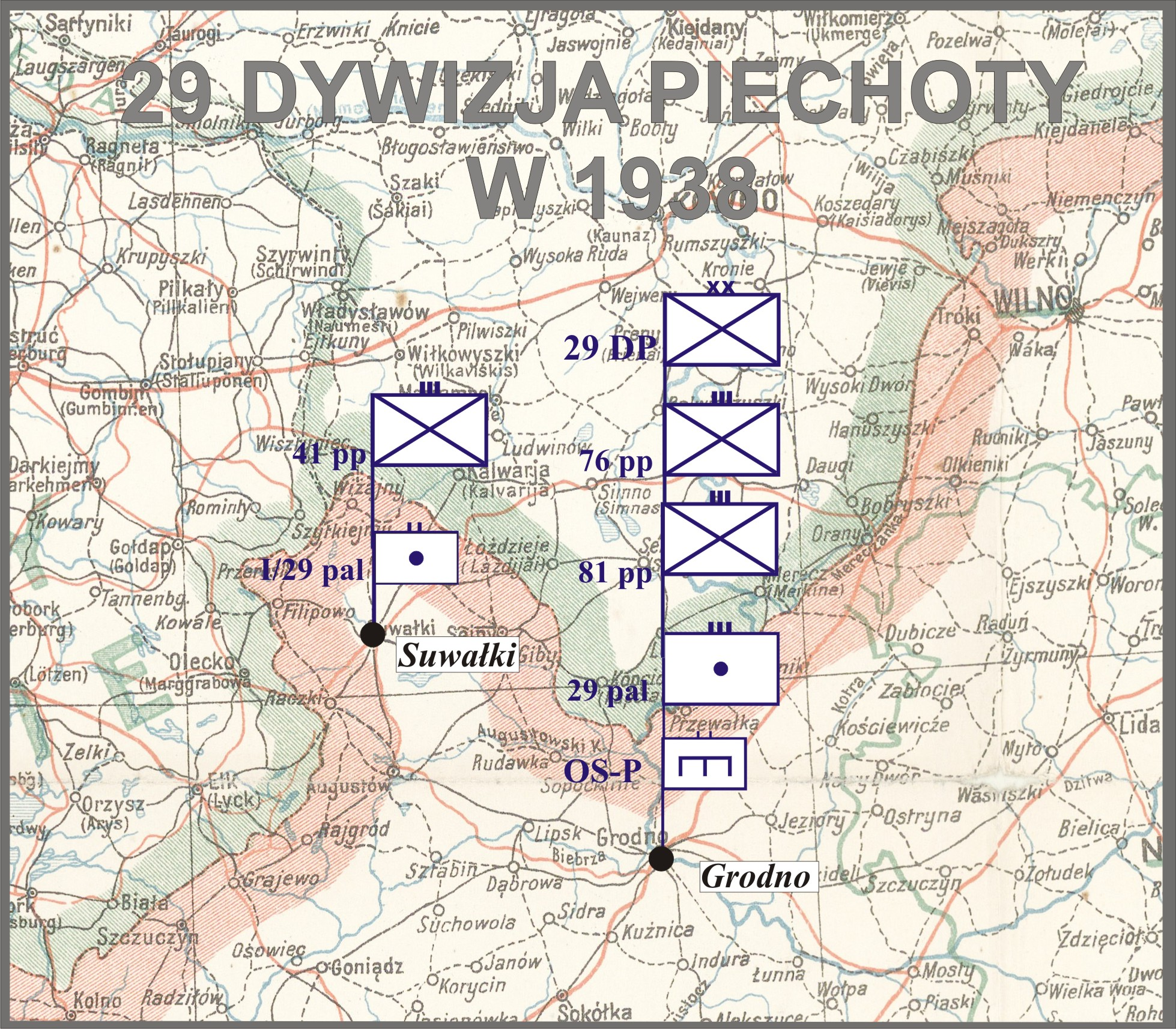
29 DP w 1938

La  29e division d’infanterie est une division d'infanterie de l'armée polonaise durant la Seconde Guerre mondiale.

## Théâtres d'opérations
- 1er septembre au 6 octobre 1939 : Campagne de Pologne